# George Cholmondeley (2e marquis de Cholmondeley)
Pour les articles homonymes, voir George Cholmondeley.
George Horatio Cholmondeley (16 janvier 1792 - 8 mai 1870) est un pair britannique et Lord-grand-chambellan d'Angleterre entre 1830 et 1838. Avant d'être appelé à la Chambre des lords, il est député conservateur de 1817 à 1821.

## Biographie
Il est un descendant direct de Sir Robert Walpole, le premier Premier ministre du Royaume-Uni. Il est le fils aîné de George Cholmondeley (1er marquis de Cholmondeley), qui est créé premier marquis de Cholmondeley en 1815. Sa mère est Lady Georgiana Charlotte Bertie, deuxième fille de Peregrine Bertie (3e duc d'Ancaster et Kesteven). Lord George fait ses études au Collège d'Eton et en part en 1805.
Il participe au couronnement du roi George IV en 1821, en tant que l'un des huit fils aînés de pairs qui tiennent la traine du roi. Les autres sont le comte de Surrey, le marquis de Douro, le vicomte Cranborne, le comte de Brecknock, le comte d'Uxbridge, le comte de Rawdon, le vicomte Ingestre et Lord Francis Conyngham.

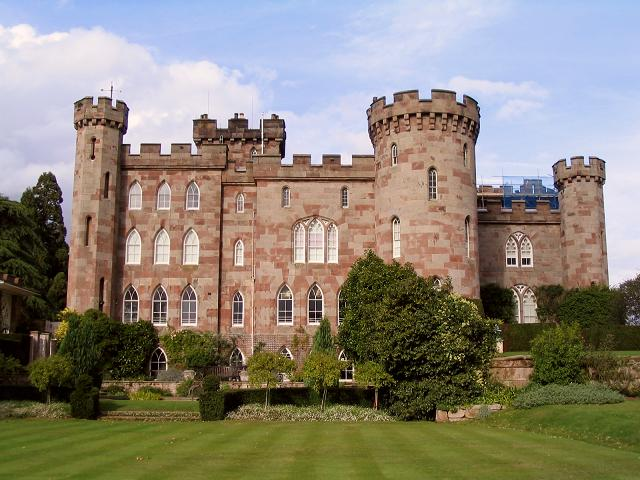
Château de Cholmondeley

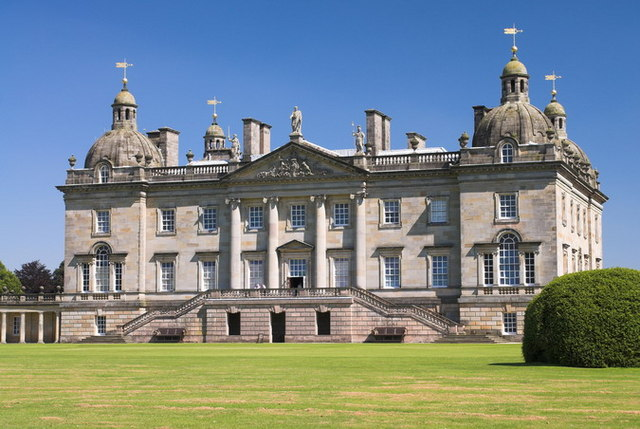
Houghton Hall

Les sièges de la famille sont Houghton Hall dans le Norfolk, et le château de Cholmondeley, qui est entouré d'un domaine de 7 500 acres (30,35142315 km2) près de Malpas, Cheshire.

## Vie privée
Après un bref intérêt pour le catholicisme, Cholmondeley devient un méthodiste convaincu.
Il épouse Caroline Campbell, deuxième fille de sir Colin Campbell, le 20 octobre 1812 à Gibraltar. Elle est décédée le 12 octobre 1815.
Le 11 mai 1830, il épouse Lady Susan Caroline Somerset, quatrième fille de Henry Somerset (6e duc de Beaufort). Ses deux mariages sont sans enfant. Susan survit à son mari de 16 ans; elle est morte en 1886.

## Carrière
En 1817, il est élu à la Chambre des communes pour Castle Rising, poste qu'il occupe jusqu'en 1821, date à laquelle il est appelé à la Chambre des lords en vertu d'une ordonnance d'accélération du titre de baron Newburgh de son père. Le frère cadet de Cholmondeley, William Cholmondeley (3e marquis de Cholmondeley), aurait été le préféré de son père, et il aurait été dit que leur père voulait que son fils aîné soit écarté "afin que son deuxième fils préféré, Lord Henry, puisse entrer au Parlement", ce qu'il fait dans 1822.
En 1830, il est admis au Conseil privé. En outre, il occupe le poste de connétable de Castle Rising entre 1858 et 1870.
Il hérite de l'un des fragments de l'ancien poste de Lord-grand-chambellan. Cet honneur héréditaire est entré dans la famille Cholmondeley par le mariage du premier marquis de Cholmondeley avec Lady Georgiana Charlotte Bertie, fille de Peregrine Bertie, 3e duc d'Ancaster et de Kesteven.
Le 2e marquis meurt en mai 1870, à l'âge de 78 ans. Son frère cadet, Henry, lui succède sur ses terres, ses domaines et ses titres.